# 克里斯蒂安·库库克
克里斯蒂安·库库克（德語：Christian Kukuk，1990年3月4日—），德国男子马术运动员，2021年欧洲马术锦标赛团体场地障碍赛银牌得主、2024年夏季奥林匹克运动会个人场地障碍赛金牌得主。而2024年巴黎奧運會上，庫庫克奪冠的坐騎Checker 47，主人之一是托马斯·穆勒。